# Eugeniusz Molski
Eugeniusz Molski (sinh năm 1942 tại Bagienice, tỉnh Masovian) là một nghệ nhân, họa sĩ và nhà điêu khắc người Ba Lan đương đại. Ông đã theo học Trường Cao đẳng Mỹ thuật Nhà nước ở Nałęczów và Học viện Mỹ thuật Nhà nước ở Wrocław, tại nơi này ông lấy bằng tốt nghiệp năm 1969. Ông chuyên về hội họa kiến trúc và gốm sứ. Từ năm 1969, ông đã và đang làm việc tại Trường Cao đẳng Mỹ thuật ở Nowy Wiśnicz. Ông vẽ tranh tường và vẽ tranh trên giá vẽ bên cạnh gốm sứ và điêu khắc.

## Triển lãm tập thể ở nước ngoài
- Stockholm /Thụy Điển/, Düsseldorf, Frechen /Đức/ - 1978
- Nuremberg – gốm sứ, 1981,83,84
- Bratislava – tranh 1983
- Kiev – tranh 1983
- Faenza (Ý) – triển lãm gốm sứ quốc tế hai năm một lần, 1984, 87
- Kecskemét (Hungary) – men 1985
- Hradec Králové – gốm sứ 1988
- Frechen – gốm sứ 1994-98, 2000–2007
- Erkrath – Hội chợ nghệ thuật quốc tế năm 1988, 99, 2001.

## Triển lãm cá nhân tiêu biểu
- Wrocław: Phòng triển lãm “Pałacyk” (hai lần), Phòng triển lãm của Nhà hát “Kalambur” (hai lần)
- Tarnów: Bảo tàng khu vực, DK Azoty, Phòng triển lãm PSP (ba lần), Phòng triển lãm BWA “Sztylet”, Phòng triển lãm KIK “Pod Aniołem”, WBP, MBP, Nhà hát Tarnów
- Kraków: Phòng triển lãm “Forum”, Trung tâm Văn hóa Thành phố, Phòng triển lãm PSP, Phòng triển lãm “Cepelia”
- Słupsk: Phòng triển lãm BWA
- Dębica: Phòng triển lãm MOK
- Mielec: Phòng triển lãm DK
- Toruń: BWA
- Biała Podlaska: Phòng triển lãm BWA
- Miechów: Phòng triển lãm BWA
- Bochnia: Thư viện công cộng, S. Bảo tàng Fischer
- Zakopane; Gorlice: Karwacjanow Manor
- Kuopio (Phần Lan):Thư viện công cộng; Joensu, Kajani (Phần Lan): Phòng triển lãm Giáo phận Luther “Dialog”
- Budapest: Trung tâm thông tin và văn hóa Ba Lan
- Prague (Cộng hòa Séc)
- Bratislava; Trencin (Slovakia)
- Myślenice: Bảo tàng.

## Tác phẩm trong bộ sưu tập của bảo tàng
- Toruń: Bảo tàng khu vực
- Bolesławiec: Bảo tàng Gốm sứ
- Tarnów: Bảo tàng khu vực
- Bochnia: Bảo tàng Thành phố
- Wałbrzych-Książ: bộ sưu tập gốm sứ
- Kecskemet (Hungary): Bảo tàng Cifra Palota.

## Giải thưởng
- 1973 – Toruń, Bảo tàng khu vực: “Hymn” trong bộ sưu tập của bảo tàng
- 1977 – Bolesławiec, BOK: giải thưởng của Hiệp hội Họa sĩ Ba Lan
- 1978 – Kraków, Phòng triển lãm BWA, Tác phẩm điêu khắc của năm Giải thưởng Nam Ba Lan; Tarnów, Phòng triển lãm BWA, Giải thưởng của Thị trưởng Thành phố; Bảo tàng khu vực: tác phẩm điêu khắc “Fazy” /Phases/ trong bộ sưu tập
- 1980-1981- Debrzno – giải thưởng của tổ chức toàn cầu “Gốm sứ cho Kiến trúc”, các giải thưởng của Công ty gốm sứ xây dựng Gdynia, v.v., Giải nhất cuộc thi tranh tường gốm sứ; Łódź: Phòng triển lãm PAX, Giải ba tại triển lãm “Xương cụt trong Nghệ thuật đương đại”
- 1984 – Rzeszów, KMPiK, xuất sắc trong cuộc thi “Rzeszów Old Town”; Książ, Sự kiện Gốm sứ Ba Lan, giải ba
- 1987 – Kraków Phòng triển lãm BWA, giải thưởng tại triển lãm “Craft ‘87”
- 1988 – Kraków, KDK “Pod Baranami” giải thưởng tại cuộc thi vẽ mặt nạ
- 1989 – Kraków BWA, Grand Prix tại cuộc thi “Primum non nocere”; Katowice, BWA, Giải ba triển lãm các hình thức công nghiệp
- 1998 – Kraków, Bảo tàng Archdiocese
- 2001 – Bochnia, Bảo tàng Fischer (mua)
- 2003 – Bochnia, Bảo tàng Fischer.